# Lacanobia obscura
Lacanobia obscura là một loài bướm đêm trong họ Noctuidae.